# Inarimeer
Het Inarimeer (Fins: Inarijärvi, Noord-Samisch: Anárjávri, Inari-Samisch: Aanaarjävri, Skolt-Samisch: Aanarjäuʹrr, Zweeds: Enare träsk) is het op twee na grootste meer van Finland en het op zeven na grootste meer van Europa. Het ligt in Fins Lapland, ten noorden van de poolcirkel. Het meer is op de langste plaats 80 km lang, en op de breedste plaats 50 km. Het Inarimeer beslaat 1040 km² en de maximale diepte is 92 meter. Het water uit het meer stroomt noordwaarts via de Pasvikelva naar de Varangerfjord.
- In koude winters kan het meer tot in juni bevroren zijn.
- Er liggen zo'n 3000 eilanden in het meer. Door de vele eilanden heeft het meer het karakter van een doolhof van waterwegen.